# Убийства женщин в Сьюдад-Хуаресе

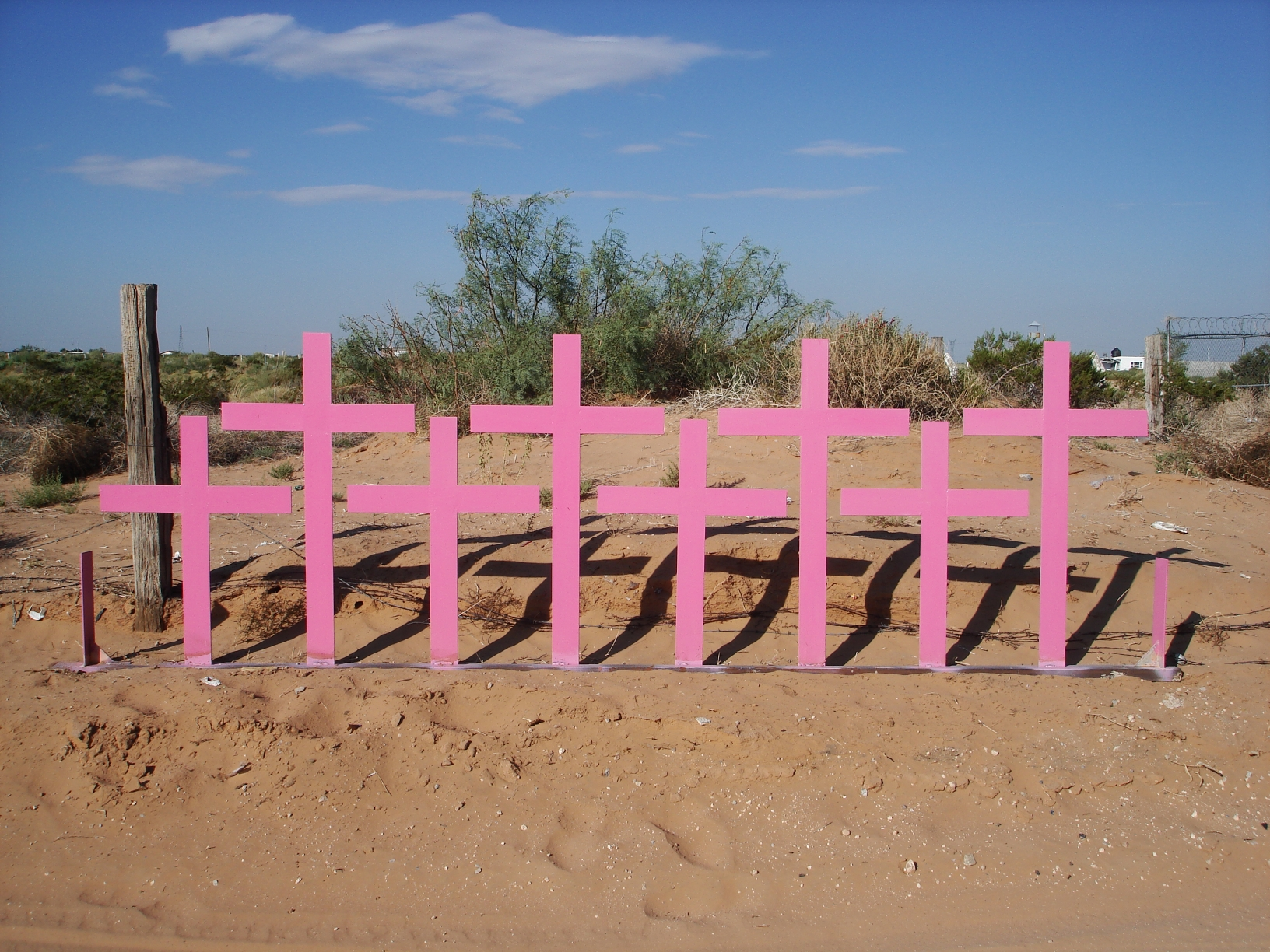
Кресты, воздвигнутые на месте находки 8 убитых женщин в 1996 г.

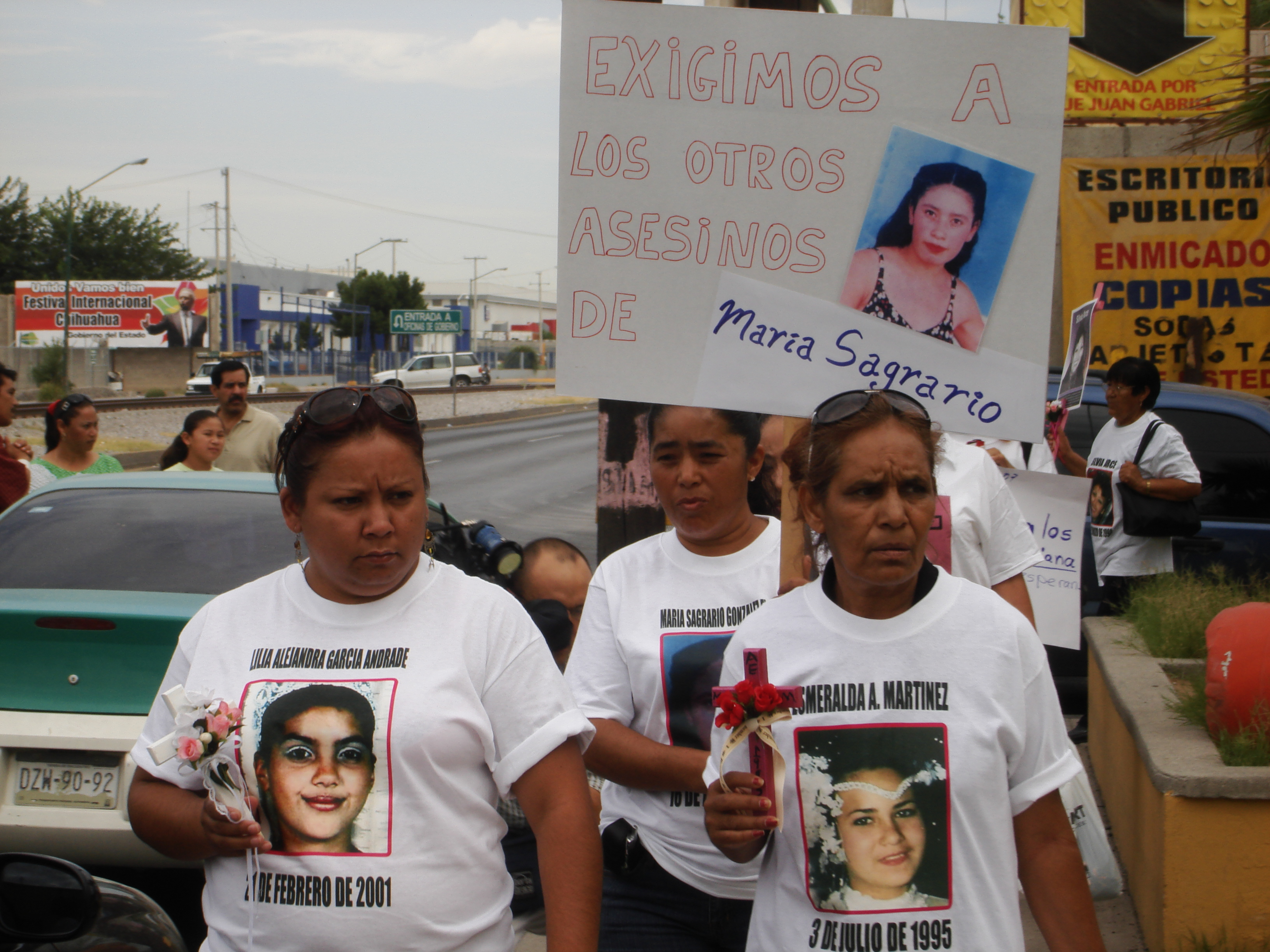
Родственники убитых на марше протеста в 2007 г.

Убийства большого числа женщин на севере Мексики, продолжающиеся с 1993 г., получили в испанской прессе название феминицид, исп. feminicidio. Территория убийств охватывает город Сьюдад-Хуарес в штате Чиуауа, расположенный на берегу реки Рио-Гранде напротив американского города Эль-Пасо. Жертвами обычно являются молодые женщины и девушки, а их число в 1993—2001 гг. составило более 370.
Убийства, виновники которых большей частью остались безнаказанными, привлекли широкое международное внимание, в первую очередь ввиду явного бездействия мексиканских официальных органов как в поиске и наказании виновных, так и в профилактике подобных преступлений.

## Природа убийств
В характере преступлений и в характеристиках жертв имеется множество сходных деталей. Большинство жертв — молодые женщины родом из бедных районов, работающие на фабриках, официантками или в других отраслях бизнеса, или же студентки.
С точки зрения характера преступлений, убийства часто связаны с изнасилованием, пытками жертв, расчленением трупов.

## Мотивы
Несовершенство криминальной юстиции Мексики, из-за которого к настоящему времени за убийства осуждены лишь единицы, заставляет лишь догадываться о мотивах убийств. Журналисты в качестве основного мотива чаще всего рассматривают месть безработных мужчин из патриархальных семей, недовольных тем, что женщины, ранее традиционно сидевшие дома, якобы отбирают у них работу. Такое отношение к женщинам подогревается традиционной для Латинской Америки идеологией «мачизма» (мужского доминирования), поощряющей мужское насилие над женщинами. В качестве других причин рассматриваются охота за органами для пересадки и отказ жертв заниматься проституцией в интересах похищающих их преступников.
Также рост трудоустройства женщин является угрозой для доминирующих в регионе наркокартелей, поскольку индустриализация лишает их традиционной прибыли.

## Осуждённые
Мексиканские правозащитники и «Международная амнистия» часто обвиняли мексиканскую полицию в недостаточной реакции на преступления. До настоящего времени за эти преступления осуждены лишь единицы.
В 1995 году Абдул Шариф Латиф, египтянин по происхождению, был приговорён к 30-летнему заключению за 3 убийства. После его ареста в 1996 году власти заявили, что Шариф якобы продолжал из тюремной камеры руководить действиями банды, расправлявшейся с женщинами. В результате были арестованы и приговорены к различным срокам члены банды Los Rebeldes («Бунтовщики»). Позднее Шариф Латиф подал апелляцию на том основании, что тело одной из его предполагаемых жертв было идентифицировано как принадлежащее иной женщине. В результате доказанным осталось единственное убийство.
В 2001 году Виктор Гарсия Урибе и Густаво Гонсалес Меса были задержаны по обвинению в 8 убийствах, при этом последний умер в тюрьме при подозрительных обстоятельствах. В 2004 году Гарсия Урибе, водитель автобуса, был осуждён; он признал вину, однако заявил, что подвергался в полиции пыткам.

## В популярной культуре
- Сюжет фильма «Пограничный городок» (2006), в котором играют Дженнифер Лопес и Антонио Бандерас, основан на некоторых деталях данных убийств.
- Фильм «Backyard: El Traspatio» (2009), который поставил режиссёр Карлос Каррера, основан на этих событиях.
- Тори Эймос написала о событиях песню под названием «Хуарес», которая вошла в её альбом «To Venus and Back» (1999—2000).
- Убийства женщин в Сьюдад-Хуаресе являются одной из сюжетных линий американского сериала «Мост» (2013—2014).
- В фильме «Убийца» (2015) косвенно касаются криминогенной обстановки и убийства женщин, у главного героя Алехандро убивают жену и дочь.
- В сериале «Нарко: Мексика» (2018—2021, США, Мексика) косвенно касаются криминогенной обстановки и убийства женщин, офицер полиции Виктор Тапиа, занимается расследованием убийств женщин в пограничном городе в частном порядке.
- В романе «2666» Роберто Боланьо город Санта-Тереза, в котором происходят убийства женщин, основан на данных событиях.